# Біллі Боб Торнтон
Біллі Боб Торнтон (англ. Billy Bob Thornton; нар. 4 серпня 1955) — американський актор, режисер та сценарист.

## Біографія
Біллі Боб Торнтон народився 4 серпня 1955 року у місті Гот-Спрінґс, штат Арканзас, США. Його батько Віллі Рей Торнтон викладав історію в університеті та за сумісництвом працював баскетбольним тренером, мати Вірджинія Фолкнер була ясновидицею. У Біллі Боба було ще троє братів: Джиммі Дон, Джим Бін і Джон Девід. У дитинстві хлопчик любив проводити час зі своїм дідусем — Отісом Торнтоном, який працював лісовим доглядачем, і жив у маленькій халупі посеред лісу. Будучи підлітком, Біллі Боб Торнтон почав захоплюватися музикою, він слухав англійський рок, почав грати в місцевих рок-групах на ударних інструментах. У 1981 році з метою стати актором переїхав у Лос-Анджелес. Приїхавши у велике місто, юнак зіткнувся з жорстокою дійсністю. Перший час працював у мережі швидкого харчування, в телемаркетингу, на вітряній фермі, та продовжував ходити на проби та кастинги. Працюючи офіціантом, Біллі Боб зустрів режисера Біллі Вайлдера, який порадив йому почати кар'єру в кіно з професії сценариста.

## Кар'єра
Кар'єра Біллі Боба Торнтона в кіно почалася в 1986 році в стрічці «Кров мисливця», де початківець актор виконав роль другого плану. Світову славу Торнтону принесла драма «Вигострене лезо» (1996), у якій він виступив режисером, виконавцем головної ролі та автором сценарію, за який він отримав премію «Оскар», а також був номінований на найкращу чоловічу роль.

## Особисте життя
Біллі Боб Торнтон був одружений п'ять разів: Мелісса Лі Гатлін (1978—1980) (1 дитина), Тоні Лоуренс (1986—1988), Сінда Вільямс (1990—1992), Ріетра Торнтон (1993—1997) (2 дітей), Анджеліна Джолі (2000—2003).
 

## Фільмографія

### Фільми
| Рік  |     | Українська назва                                   | Оригінальна назва                                    | Роль                                   |
| ---- | --- | -------------------------------------------------- | ---------------------------------------------------- | -------------------------------------- |
| 1986 | ф   | Кров мисливця                                      | Hunter's Blood                                       | Біллі Боб                              |
| 1988 | ф   | На південь від Ріно                                | South of Reno                                        | прикажчик                              |
| 1989 | ф   | Усіх за борт                                       | Going Overboard                                      | Дейв                                   |
| 1989 | ф   | Курки-байкери в місті зомбі                        | Chrome Hearts                                        | Донні                                  |
| 1991 | ф   | Назад у темряву                                    | The Dark Backward                                    | покровитель Слоппі                     |
| 1991 | ф   | Для хлопців                                        | For the Boys                                         | сержант                                |
| 1992 | ф   | Один хибний хід                                    | One False Move                                       | Рей Малкольм                           |
| 1993 | ф   | Попереду одні неприємності                         | Trouble Bound                                        | Колдфейс                               |
| 1993 | ф   | За кров платять кров'ю                             | Bound by Honor                                       | Блискавка                              |
| 1993 | ф   | Примарна бригада                                   | Grey Knight                                          | Ленгстон                               |
| 1993 | ф   | Непристойна пропозиція                             | Indecent Proposal                                    | Дей Тріппер                            |
| 1993 | ф   | Тумстоун                                           | Tombstone                                            | Джонні Тайлер                          |
| 1993 | в   | Життя і робота в космосі: Зворотний відлік почався | Living and Working in Space: The Countdown Has Begun | Роуді Удол                             |
| 1994 | кф  | Деякі люди називають це вигостреним лезом          | Some Folks Call It a Sling Blade                     | Карл Чайлдерс                          |
| 1994 | ф   | Плутанина                                          | Floundering                                          | клерк                                  |
| 1994 | ф   | В зоні смертельної небезпеки                       | On Deadly Ground                                     | Гомер Карлтон                          |
| 1995 | ф   | Мрець                                              | Dead Man                                             | Великий Джордж Дракуліс                |
| 1995 | ф   | Щасливі зірки над Генріеттою                       | The Stars Fell on Henrietta                          | Рой                                    |
| 1996 | ф   | Вигострене лезо                                    | Sling Blade                                          | Карл Чайлдерс                          |
| 1996 | ф   | Переможець                                         | The Winner                                           | Джек                                   |
| 1997 | ф   | Пістолет, автомобілів, блондинка                   | A Gun, a Car, a Blonde                               | Сід / Монк                             |
| 1997 | ф   | Поворот                                            | U Turn                                               | Даррелл                                |
| 1997 | ф   | Апостол                                            | The Apostle                                          | баламут                                |
| 1997 | ф   | Палай Голлівуд, палай                              | An Alan Smithee Film: Burn Hollywood Burn            | Біллі Боб Торнтон                      |
| 1997 | мф  | Принцеса Мононоке                                  | Mononoke-hime                                        | Джидо                                  |
| 1998 | ф   | Основні кольори                                    | Primary Colors                                       | Річард Джеммонс                        |
| 1998 | ф   | Доморощений                                        | Homegrown                                            | Джек Марсден                           |
| 1998 | ф   | Армагеддон                                         | Armageddon                                           | Ден Трумен                             |
| 1998 | ф   | Простий план                                       | A Simple Plan                                        | Джейкоб Мітчелл                        |
| 1999 | ф   | Керуючи польотами                                  | Pushing Tin                                          | Рассел Белл                            |
| 2000 | ф   | На південь від раю, на захід від пекла             | South of Heaven, West of Hell                        | Смолс                                  |
| 2000 | кф  | Останні справжні ковбої                            | The Last Real Cowboys                                | Тар                                    |
| 2001 | мф  | КітПес: Велика таємниця походження                 | CatDog: The Great Parent Mystery                     | Hound Dog McDog / CatDog's Step-father |
| 2001 | ф   | Людина, якої не було                               | The Man Who Wasn't There                             | Ед Крейн                               |
| 2001 | ф   | Тато та інші                                       | Daddy and Them                                       | Клод Монтгомері                        |
| 2001 | ф   | Бандити                                            | Bandits                                              | Террі Лі Коллінз                       |
| 2001 | ф   | Бал монстрів                                       | Monster's Ball                                       | Генк Гротовські                        |
| 2002 | ф   | Мітка                                              | The Badge                                            | шериф Дарл Гардвік                     |
| 2002 | ф   | Прокинувшись у Ріно                                | Waking Up in Reno                                    | Лонні Додд Ерл                         |
| 2003 | ф   | Каяття                                             | Levity                                               | Мануель Джордан                        |
| 2003 | ф   | Нестерпна жорстокість                              | Intolerable Cruelty                                  | Говард Д. Дойл                         |
| 2003 | ф   | Реальна любов                                      | Love Actually                                        | Президент США                          |
| 2003 | ф   | Поганий Санта                                      | Bad Santa                                            | Віллі                                  |
| 2004 | ф   | Кришталь                                           | Chrystal                                             | Джо                                    |
| 2004 | ф   | Форт Аламо                                         | The Alamo                                            | Деві Крокетт                           |
| 2004 | ф   | У променях слави                                   | Friday Night Lights                                  | тренер Гарі Гейнс                      |
| 2005 | ф   | Нестерпні ведмеді                                  | Bad News Bears                                       | Морріс Бутермакер                      |
| 2005 | ф   | Крижаний врожай                                    | The Ice Harvest                                      | Вік Кавано                             |
| 2006 | ф   | Школа негідників                                   | School for Scoundrels                                | Лікар Пі                               |
| 2006 | ф   | Астронавт Фармер                                   | The Astronaut Farmer                                 | Чарльз Фармер                          |
| 2007 | ф   | Містер Вудкок                                      | Mr. Woodcock                                         | Джаспер Вудкок                         |
| 2008 | ф   | Орлиний зір                                        | Eagle Eye                                            | агент Домас Морган                     |
| 2008 | ф   | Інформатори                                        | The Informers                                        | Вільям Слоан                           |
| 2009 | ф   | Запах успіху                                       | The Smell of Success                                 | Патрік                                 |
| 2010 | ф   | Нещадний                                           | Faster                                               | Коп                                    |
| 2011 | док |                                                    | Nashville Rises                                      | оповідач                               |
| 2011 | мф  | Кіт у чоботях                                      | Puss in Boots                                        | Джек                                   |
| 2013 | ф   |                                                    | Jayne Mansfield's Car                                | Скіп Колдвелл                          |
| 2013 | ф   | Бейтаун поза законом                               | The Baytown Outlaws                                  | Карлос                                 |
| 2013 | ф   | Паркленд                                           | Parkland                                             | Форрест Соррелс                        |
| 2014 | ф   | Кат Бенк                                           | Cut Bank                                             | Стен Стілі                             |
| 2014 | ф   | Суддя                                              | The Judge                                            | Дуайт Дікхем                           |
| 2015 | ф   |                                                    | Into the Grizzly Maze                                | Дуглас                                 |
| 2015 | ф   | Антураж                                            | Entourage                                            | Фінансист                              |
| 2015 | ф   |                                                    | Our Brand Is Crisis                                  | Пет Кенді                              |
| 2016 | ф   | Павільйон сміху                                    | Whiskey Tango Foxtrot‎                                | бригадний генерал Голанек              |
| 2016 | ф   | Поганий Санта 2                                    | Bad Santa 2‎                                          | Віллі Т. Сок                           |
| 2018 | ф   | Мільйон маленьких шматочків                        | A Million Little Pieces                              | Леонард                                |
| 2018 | ф   | Лондонські поля                                    | London Fields                                        | Самсон Янг                             |
| 2022 | ф   | Сіра людина                                        | The Gray Man                                         | сер Дональд Фітзрой                    |
| 2025 | ф   | Електричний штат                                   | The Electric State                                   | Сміттєвий бот                          |

### Телебачення
| Рік       |    | Українська назва                      | Оригінальна назва              | Роль                              |
| --------- | -- | ------------------------------------- | ------------------------------ | --------------------------------- |
| 1987      | с  | Метлок                                | Matlock                        | клерк ломбарду                    |
| 1987      | тф | Людина, яка розірвала тисячу ланцюгів | The Man Who Broke 1,000 Chains | кондуктор (сцени видалені)        |
| 1988      | тф | Цирк                                  | Circus                         | Біллі Боб                         |
| 1990      | с  | Ізгої                                 | The Outsiders                  | Бак Меррілл                       |
| 1990      | с  | Вечірня тінь                          | Evening Shade                  | Флорист                           |
| 1992      | с  | Тиха пристань                         | Knots Landing                  | Тімберман                         |
| 1992—1995 | с  | Палаючи пристрастю                    | Hearts Afire                   | Біллі Боб Девіс                   |
| 1995      | тф | Там                                   | Out There                      | рецидивіст                        |
| 1996      | тф | Не озирайся                           | Don't Look Back                | Маршалл                           |
| 1997      | с  | Еллен                                 | Ellen                          | бакалійник                        |
| 1998      | мс | Цар гори                              | King of the Hill               | Бойс Юбер                         |
| 2000—2005 | мс | КітПес                                | CatDog                         | CatDog's Father / Hound Dog McDog |
| 2014      | с  | Теорія великого вибуху                | The Big Bang Theory            | доктор Олівер Лорвіс              |
| 2014      | с  | Фарго                                 | Fargo                          | Лорн Малво                        |
| 2014      | мс | Робоцип                               | Robot Chicken                  | дід Шлорп                         |
| 2016      | мс | Американський тато!                   | American Dad!                  | у ролі самого себе                |
| 2016—2021 | с  | Голіаф                                | Goliath                        | Біллі Макбрайд                    |
| 2021      | с  | 1883                                  | 1883                           | маршал Джим Кортрайт              |
| 2022      | мс | Гарлі Квінн                           | Harley Quinn                   | у ролі самого себе                |
| 2024      | с  | Землянин                              | Landman                        | Томмі Норріс                      |

### Режисер, сценарист
| Рік  |     | Українська назва                          | Оригінальна назва                                           | Роль               |
| ---- | --- | ----------------------------------------- | ----------------------------------------------------------- | ------------------ |
| 1991 | кф  | Поширення паніки                          | Widespread Panic: Live from the Georgia Theatre, Athens, GA | режисер            |
| 1992 | ф   | Один хибний хід                           | One False Move                                              | сценарист          |
| 1994 | кф  | Деякі люди називають це вигостреним лезом | Some Folks Call It a Sling Blade                            | сценарист          |
| 1996 | тф  | Не озирайся                               | Don't Look Back                                             | сценарист          |
| 1996 | ф   | Сімейна справа                            | A Family Thing                                              | сценарист          |
| 1996 | ф   | Вигострене лезо                           | Sling Blade                                                 | режисер, сценарист |
| 2000 | ф   | Нестримні серця                           | All the Pretty Horses                                       | режисер, продюсер  |
| 2000 | ф   | Дар                                       | The Gift                                                    | сценарист          |
| 2001 | ф   | Камуфляж                                  | Camouflage                                                  | сценарист          |
| 2001 | ф   | Тато та інші                              | Daddy and Them                                              | режисер, сценарист |
| 2011 | док | Король удачі                              | The King of Luck                                            | режисер            |
| 2012 | ф   | Машина Джейн Менсфілд                     | Jayne Mansfield's Car                                       | режисер, сценарист |